# Olof Graan
Olof Graan, född omkring 1683, död 1741, var en svensk rådman, riksdagsledamot och politiker.

## Biografi
Olof Graan föddes omkring 1683. Han arbetade som rådman och handlande i Umeå. Graan avled 1741.
Graan var riksdagsledamot för borgarståndet i Umeå vid riksdagen 1731.
Graan gifte sig med Anna Grubb. De fick tillsammans rådmannen Mårten Graan i Umeå.